# Mesoscincus schwartzei
Mesoscincus schwartzei är en ödleart som beskrevs av  Fischer 1884. Mesoscincus schwartzei ingår i släktet Mesoscincus och familjen skinkar. IUCN kategoriserar arten globalt som livskraftig. Inga underarter finns listade i Catalogue of Life.